# Three Identical Strangers
Three Identical Strangers ist ein Dokumentarfilm von Tim Wardle über die wahre Geschichte von eineiigen Drillingen, die sich zufällig 1980 in New York begegneten, nachdem sie bei der Geburt voneinander getrennt wurden. Der Film feierte im Januar 2018 im Rahmen des Sundance Film Festivals seine Premiere.

## Handlung / Inhalt
Im Jahr 1980 treffen die 19-jährigen Robert Shafran und Edward Galland an der Schule in New York aufeinander und erkennen schnell, dass sie Zwillingsbrüder sind. Wenige Monate nach ihrer Geburt waren sie getrennt, bei verschiedenen Familien untergebracht und von diesen adoptiert worden, nur rund 100 Meilen voneinander entfernt. Als sie dann auch noch die Bekanntschaft des dritten Bruders im Bunde der eineiigen Drillinge machen, nämlich David Kellman, entwickelt sich ein Medienhype mit Talkshowauftritten und es kommt zu einem Kurzauftritt in einem Spielfilm mit Madonna. Später eröffnen sie in Soho ein Restaurant mit dem Namen Triplets. Im Zuge ihrer Nachforschungen, warum sie bei der Adoption getrennt wurden und nichts davon wussten, werden sie auf eine von Peter B. Neubauer geleitete und unter Verschluss gehaltene Studie aufmerksam.

## Produktion
Regie führte Tim Wardle. Die Filmmusik stammt von Paul Saunderson.
Der Film feierte im Januar 2018 im Rahmen des Sundance Film Festivals seine Premiere. Am 7. April 2018 wurde der Film beim San Francisco International Film Festival gezeigt. Am 29. Juni 2018 kam er in ausgewählte US-Kinos.

## Rezeption

### Kritiken
Der Film stieß bislang auf die Zustimmung von 96 Prozent der Kritiker bei Rotten Tomatoes und erreichte hierbei eine durchschnittliche Bewertung von 8,2 der möglichen 10 Punkte.

### Auszeichnungen (Auswahl)
British Academy Film Awards 2019
- Nominierung als Bester Dokumentarfilm (Tim Wardle, Grace Hughes-Hallett und Becky Read)

Critics’ Choice Documentary Awards 2018
- Nominierung für die Beste Regie (Tim Wardle)
- Nominierung als Most Compelling Living Subject (David Kellman und Robert Shafran)
- Nominierung für den Besten Filmschnitt[4]

Directors Guild of America Awards 2019
- Auszeichnung als Bester Dokumentarfilm (Tim Wardle)[5]

Eddie Awards 2019
- Nominierung in der Kategorie Bester Filmschnitt – Dokumentarfilm (Michael Harte)[6]

National Board of Review Awards 2018
- Aufnahme in die Top 5 Documentaries[7]

Producers Guild of America Awards 2019
- Nominierung als Bester Dokumentarfilm (Becky Read und Grace Hughes-Hallett)[8]

Sundance Film Festival 2018
- Auszeichnung mit dem Special Jury Prize – Documentary (Tim Wardle)
- Nominierung für den Grand Jury Prize – Documentary (Tim Wardle)